# ビール・シャムシェル・ジャンガ・バハドゥル・ラナ

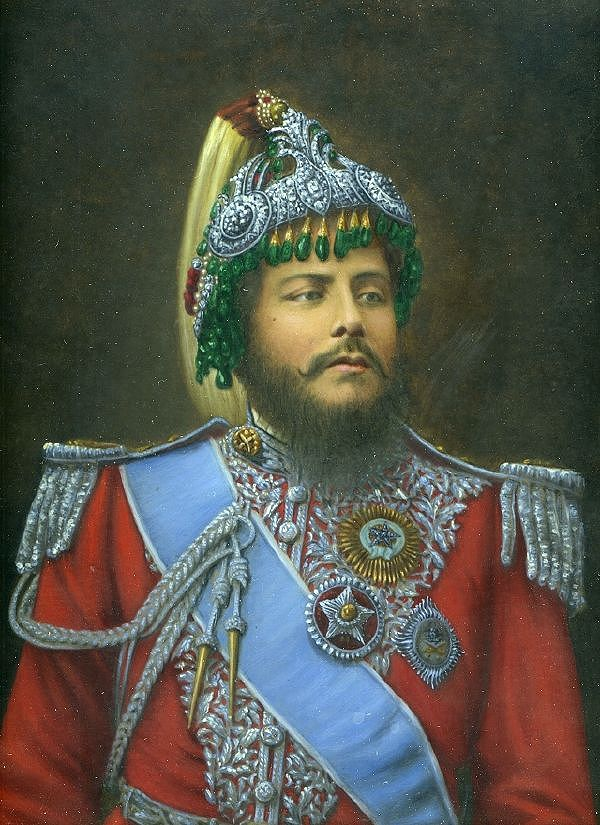
ビール・シャムシェル・ジャンガ・バハドゥル・ラナ

ビール・シャムシェル・ジャンガ・バハドゥル・ラナ（英語: Bir Shamsher Jang Bahadur Rana、ネパール語: वीर समसेर जङ्गबहादुर राणा、1852年12月10日 - 1901年3月5日）は、ネパール王国の政治家、首相。1885年11月22日から1901年3月5日まで、首相を務めている。

## 生涯
1852年12月10日、 ディール・シャムシェル・ラナの長男として生まれた。
1884年12月24日、絶大な権力を握っていたディール・シャムシェルは死亡した。死の間際、息子らに「何としてでも王権を握れ、さもなければ悲運を招く」と言い残した。
この言葉が原因となって、ビール達17人の兄弟は叔父である首相ラノッディープ・シンハ・ラナの暗殺計画を立てた。そして、1885年にラノッディープやジャンガ・バハドゥルの息子らの殺害を実行し、成功に終わった。
そののち、ビールは首相となり、首相の継承順位を従来のものからシャムシェル・ラナ家の兄弟に継承される新たな継承順位を宣言した。弟たちは全軍最高司令官、軍最高司令官、軍司令官など軍の要職に任命した。
1901年3月5日、ビールは死亡し、継承順位に従って四弟のデーブ・シャムシェル・ジャンガ・バハドゥル・ラナが首相となった。